# Крушевець
Кру́шевець (болг. Крушевец) — село в Бургаській області Болгарії. Входить до складу громади Созопол.

## Населення
За даними перепису населення 2011 року у селі проживали 840 осіб.
Національний склад населення села:
| Національність   | Кількість осіб | Відсоток |
| ---------------- | -------------- | -------- |
| болгари          | 391            | 46,6%    |
| цигани           | 307            | 36,6%    |
| турки            | 139            | 16,6%    |
| Всього відповіли | 839            |          |

Розподіл населення за віком у 2011 році:
Динаміка населення: